# Cyathostemma glabrum
Cyathostemma glabrum là loài thực vật có hoa thuộc họ Na. Loài này được (Span.) Jessup ex Utteridge mô tả khoa học đầu tiên năm 2000.